# Calliandra lanata
Calliandra lanata är en ärtväxtart som beskrevs av George Bentham. Calliandra lanata ingår i släktet Calliandra och familjen ärtväxter. Inga underarter finns listade i Catalogue of Life.